# Копа Америка 2015.
Копа Америка 2015. је одржана у Чилеу од 11. јуна до 4. јула 2015. првенство је организовано од стране Фудбалског савеза Јужне Америке - КОНМЕБОЛ.

## Репрезентације
На првенству је учествовало десет репрезентација из Јужне Америке и две репрезентације које су позване, а не припадају овом савезу, (Јамајкa и Мексико).
| - Аргентина - Боливија - Бразил - Чиле | - Колумбија - Еквадор - Парагвај - Перу | - Уругвај - Венецуела - Јамајка (позвани) - Мексико (позвани) |

## Градови домаћини
- Антофагаста
- Валпараисо
- Виња дел Мар
- Консепсион
- Сантијаго
- Темуко
- Ла Серена
- Ранкагва

## Финале
| Чиле | 0 : 0 (4 : 1) | Аргентина |
| ---- | ------------- | --------- |
|      |               |           |

| 2° место Аргентина | Победник Америчког купа у фудбалу Чиле 1° титула | 3° место Перу |